# Annapurna Devi
Pour les articles homonymes, voir Devi (homonymie).
Annapurna Devi, nom de scène de Roshanara Khan (née le 23 avril 1927 à Maihar au Raj britannique et morte le 13 octobre 2018 à Mumbai), est une musicienne indienne de musique hindoustanie et spécialiste de surbahar.

## Biographue
Elle est considérée comme l'une des plus grandes représentantes de la musique indienne et une experte des instruments à cordes traditionnels, le surbahar et le sitar. La formation musicale d'Annapurna Devi a débuté dès son plus jeune âge auprès de son père, Ustad « Baba » Allauddin Khan. Joueur de sarod, multi-instrumentiste, compositeur et l'un des professeurs de musique classique hindoustani les plus réputés, Annapurna Devi a aidé son père à fonder l'un des gharanas les plus importants du XXe siècle, le (Senai)-Maihar Gharana. La renommée et le respect dont jouit aujourd'hui la musique classique hindoustani – et de loin – dans la société occidentale doivent leur origine à ce gharana. Les deux noms éminents que le monde occidental connaît sont Pandit Ravi Shankar (sitar) et Pandit Hariprasad Chaurasia (bansuri).
Ustad « Baba » Allauddin Khan était le professeur de feu Padma Vibhushan et de Bharat Ratna Pandit Ravi Shankar (2012). Ce dernier épousa Annapurna Devi, célèbre joueuse de surbahar et solitaire. Ensemble, ils eurent un fils, Shubhendra Shankar, décédé en 1992. Certains racontent que pour sauver son mariage, Annapurna Devi fit vœu devant une image de son père et de la déesse Shardama de ne plus jamais se produire en public. Mais même ce sacrifice ne sauva pas son mariage avec Pandit Ravi Shankar. Après sa tournée en Europe et en Amérique, Ravi Shankar divorça d'Annapurna Devi dans les années 1960, et à partir de ce moment, elle disparut également de la scène publique. Selon les connaisseurs et les critiques musicaux, Annapurna Devi était une musicienne bien plus douée que son (ex-)mari Ravi Shankar, ce qui le rendit peu sûr de lui.

## Distinctions
- 1977 : Padma Bhushan[2], 3e plus grande distinction en Inde.
- 1991 : Sangeet Natak Akademi Award, plus grande récompense indienne dans le domaine de l'art.
- 1999 : docteure honoris causa en Deshikottam, remis par la Visva-Bharati University.
- 2004 : Fellow de la Sangeet Natak Akademi (en).